# Smertae

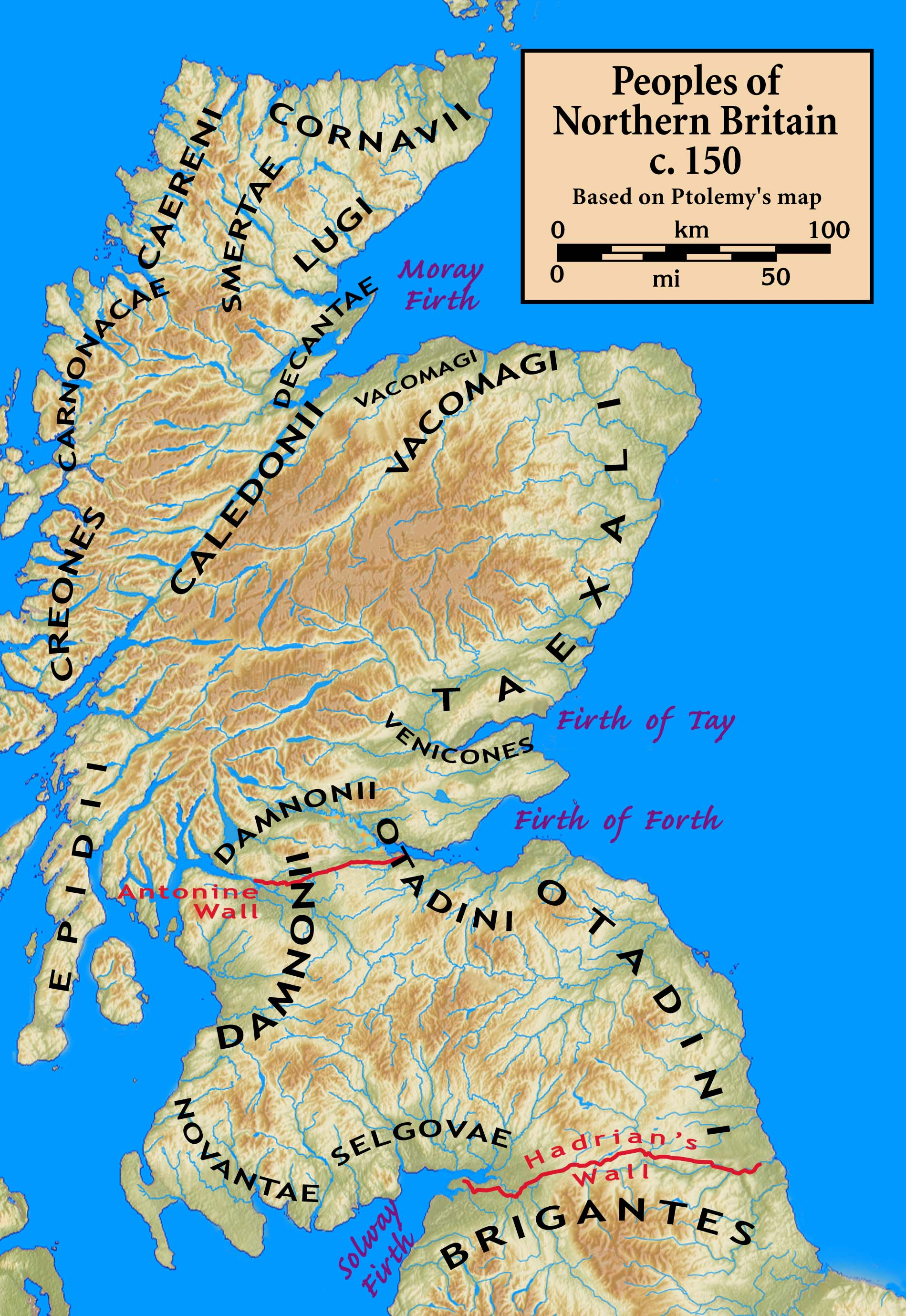
Mapa de ubicación del pueblo Smertae.

Los Smertae eran un grupo tribal de la antigua Britania, conocidos por una única mención del geógrafo Claudio Ptolomeo. De su descripción en relación con tribus y emplazamientos vecinos, su territorio estaba localizado en la actual Sutherland central, Escocia, pero se desconoce el nombre de aldeas o ciudades principales.